# Circonscription électorale d'Ourense
Ne doit pas être confondu avec Circonscription autonomique d'Ourense.
La circonscription électorale d'Ourense est l'une des cinquante-deux circonscriptions électorales espagnoles utilisées comme divisions électorales pour les élections générales espagnoles.
Elle correspond géographiquement à la province d'Ourense.

## Historique
Elle est instaurée en 1977 par la loi pour la réforme politique puis confirmée avec la promulgation de la Constitution espagnole qui précise à l'article 68 alinéa 2 que chaque province constitue une circonscription électorale.

## Congrès des députés

### Synthèse
|             |       | 1977 | 1979 | 1982 | 1986 | 1989 | 1993 | 1996 | 2000 | 2004 | 2008 | 2011 | 2015 | 2016 | 04/19 | 11/19 | 2023 |
| ----------- | ----- | ---- | ---- | ---- | ---- | ---- | ---- | ---- | ---- | ---- | ---- | ---- | ---- | ---- | ----- | ----- | ---- |
| UCD         |       | 4    | 3    | 2    |      |      |      |      |      |      |      |      |      |      |       |       |      |
| AP & alliés |       | 1    | 1    | 2    | 2    |      |      |      |      |      |      |      |      |      |       |       |      |
| CG          |       |      |      |      | 1    |      |      |      |      |      |      |      |      |      |       |       |      |
| PSOE        |       |      | 1    | 1    | 2    | 2    | 2    | 2    | 1    | 1    | 2    | 1    | 1    | 1    | 2     | 2     | 1    |
| PP          |       |      |      |      |      | 3    | 2    | 2    | 3    | 3    | 2    | 3    | 2    | 3    | 2     | 2     | 3    |
| En Marea    |       |      |      |      |      |      |      |      |      |      |      |      | 1    |      |       |       |      |
|             |       |      |      |      |      |      |      |      |      |      |      |      |      |      |       |       |      |
| Total       | Total | 5    | 5    | 5    | 5    | 5    | 4    | 4    | 4    | 4    | 4    | 4    | 4    | 4    | 4     | 4     | 4    |

### 1977
| Parti | Parti | Députés |
| ----- | ----- | --- |
| UCD   |       | Pío Cabanillas Gallas, Eulogio Gómez Franqueira, Estanislao Reverter Sequeiros, José Antonio Trillo Torres |
| AP    |       | Miguel Riestra Paris                                                                                       |

### 1979
| Parti | Parti | Députés                                                                     |
| ----- | ----- | --------------------------------------------------------------------------- |
| UCD   |       | Pío Cabanillas Gallas, Eulogio Gómez Franqueira, José Antonio Trillo Torres |
| PSOE  |       | Antonio Rodríguez Rodríguez                                                 |
| AP    |       | Jaime Tejada Lorenzo                                                        |

### 1982
| Parti  | Parti | Députés                                         |
| ------ | ----- | ----------------------------------------------- |
| AP-PDP |       | Neftalí Prieto Barrios, Jaime Tejada Lorenzo    |
| UCD    |       | Pío Cabanillas Gallas, Eulogio Gómez Franqueira |
| PSOE   |       | Antonio Rodríguez Rodríguez                     |

### 1986
| Parti | Parti | Députés                                                     |
| ----- | ----- | ----------------------------------------------------------- |
| CP    |       | Jesús Busto Salgado, Sinforiano Rebolledo Macías            |
| PSOE  |       | María del Pilar Nóvoa Carcacía, Antonio Rodríguez Rodríguez |
| CG    |       | Senén Bernárdez Álvarez                                     |

### 1989
| Parti | Parti | Députés                                                                                |
| ----- | ----- | -------------------------------------------------------------------------------------- |
| PP    |       | Jesús Busto Salgado, Ángel Mario Carreño Rodríguez-Maribona, Victorino Núñez Rodríguez |
| PSOE  |       | María del Pilar Nóvoa Carcacía, Antonio Rodríguez Rodríguez                            |

- Victorino Núñez Rodríguez est remplacé en février 1990 par Manuel Prado López.

### 1993
| Parti | Parti | Députés                                                               |
| ----- | ----- | --------------------------------------------------------------------- |
| PP    |       | Manuel Jaime Cabezas Enríquez, Ángel Mario Carreño Rodríguez-Maribona |
| PSOE  |       | María del Pilar Nóvoa Carcacía, Antonio Rodríguez Rodríguez           |

- Manuel Jaime Cabezas Enríquez est remplacé en septembre 1995 par Jesús Barros Martínez.

### 1996
| Parti | Parti | Députés                                                      |
| ----- | ----- | ------------------------------------------------------------ |
| PP    |       | Jesús de Juana López, Ángel Mario Carreño Rodríguez-Maribona |
| PSOE  |       | Julio Álvarez Gómez, María del Pilar Nóvoa Carcacía          |

- Jesús de Juana López est remplacé en juin 1996 par Jesús Barros Martínez.

### 2000
| Parti | Parti | Députés                                                         |
| ----- | ----- | --------------------------------------------------------------- |
| PP    |       | Celso Delgado, Carlos Revuelta Méndez, Ana Belén Vázquez Blanco |
| PSOE  |       | Alberto Fidalgo Francisco                                       |

### 2004
| Parti | Parti | Députés                                                         |
| ----- | ----- | --------------------------------------------------------------- |
| PP    |       | Celso Delgado, Armando González López, Ana Belén Vázquez Blanco |
| PSOE  |       | Alberto Fidalgo Francisco                                       |

### 2008
| Parti | Parti | Députés                                   |
| ----- | ----- | ----------------------------------------- |
| PP    |       | Celso Delgado, Jesús Vázquez Abad         |
| PSOE  |       | Elena Espinosa, Alberto Fidalgo Francisco |

- Jesús Vázquez (PP) est remplacé en avril 2009 par Ana Belén Vázquez Blanco.

### 2011
| Parti | Parti | Députés                                                               |
| ----- | ----- | --------------------------------------------------------------------- |
| PP    |       | Celso Delgado, Guillermo Collarte Rodríguez, Ana Belén Vázquez Blanco |
| PSOE  |       | Laura Seara                                                           |

### 2015
| Parti    | Parti | Députés                                  |
| -------- | ----- | ---------------------------------------- |
| PP       |       | Miguel Ángel Viso Diéguez, Celso Delgado |
| PSOE     |       | Rocío de Frutos                          |
| En Marea |       | David Bruzos Higuero                     |

### 2016
| Parti | Parti | Députés                                                            |
| ----- | ----- | ------------------------------------------------------------------ |
| PP    |       | Miguel Ángel Viso Diéguez, Celso Delgado, Ana Belén Vázquez Blanco |
| PSOE  |       | Rocío de Frutos                                                    |

### Avril 2019
| Parti | Parti | Députés                                   |
| ----- | ----- | ----------------------------------------- |
| PP    |       | Ana Belén Vázquez Blanco, Celso Delgado   |
| PSOE  |       | Marina Ortega Otero, Adolfo Pérez Abellás |

### Novembre 2019
| Parti | Parti | Députés                                   |
| ----- | ----- | ----------------------------------------- |
| PP    |       | Ana Belén Vázquez Blanco, Celso Delgado   |
| PSOE  |       | Marina Ortega Otero, Adolfo Pérez Abellás |

- Marina Ortega (PSOE) est remplacée en mars 2020 par Uxía Tizón Vázquez.

### 2023
| Parti | Parti | Députés                                                         |
| ----- | ----- | --------------------------------------------------------------- |
| PP    |       | Ana Belén Vázquez Blanco, Rosa Quintana Carballo, Celso Delgado |
| PSOE  |       | Margarita Martín Rodríguez                                      |

## Sénat

### Synthèse
|             |       | 1977 | 1979 | 1982 | 1986 | 1989 | 1993 | 1996 | 2000 | 2004 | 2008 | 2011 | 2015 | 2016 | 04/19 | 11/19 | 2023 |
| ----------- | ----- | ---- | ---- | ---- | ---- | ---- | ---- | ---- | ---- | ---- | ---- | ---- | ---- | ---- | ----- | ----- | ---- |
| UCD         |       | 3    | 3    | 1    |      |      |      |      |      |      |      |      |      |      |       |       |      |
| AP & alliés |       |      |      | 3    | 3    |      |      |      |      |      |      |      |      |      |       |       |      |
| PSOE        |       | 1    | 1    |      | 1    | 1    | 1    | 1    | 1    | 1    | 1    | 1    | 1    | 1    | 1     | 1     | 1    |
| PP          |       |      |      |      |      | 3    | 3    | 3    | 3    | 3    | 3    | 3    | 3    | 3    | 3     | 3     | 3    |
|             |       |      |      |      |      |      |      |      |      |      |      |      |      |      |       |       |      |
| Total       | Total | 4    | 4    | 4    | 4    | 4    | 4    | 4    | 4    | 4    | 4    | 4    | 4    | 4    | 4     | 4     | 4    |

### 1977
| Parti | Parti | Sénateurs                                                     |
| ----- | ----- | ------------------------------------------------------------- |
| UCD   |       | Luis González Seara, José Quiroga Suárez, José Rodríguez Reza |
| PSOE  |       | Celso Quiroga Suárez                                          |

### 1979
| Parti | Parti | Sénateurs                                                           |
| ----- | ----- | ------------------------------------------------------------------- |
| UCD   |       | Celestino Peleteiro Otero, José Quiroga Suárez, José Rodríguez Reza |
| PSOE  |       | Celso Montero Rodríguez                                             |

### 1982
| Parti  | Parti | Sénateurs                                                                |
| ------ | ----- | ------------------------------------------------------------------------ |
| AP-PDP |       | Julio Gurriarán Canalejas, Ignacio Martín Amaro, Eduardo Olano Gurriarán |
| UCD    |       | José Quiroga Suárez                                                      |

### 1986
| Parti | Parti | Sénateurs                                                                            |
| ----- | ----- | ------------------------------------------------------------------------------------ |
| CP    |       | Manuel Antonio Martínez Randulfe, Victorino Núñez Rodríguez, Eduardo Olano Gurriarán |
| PSOE  |       | Celso Montero Rodríguez                                                              |

### 1989
| Parti | Parti | Sénateurs                                                                    |
| ----- | ----- | ---------------------------------------------------------------------------- |
| PP    |       | Manuel Antonio Martínez Randulfe, Manuel Montero Gómez, Isaac Vila Rodríguez |
| PSOE  |       | Agustín Vega Fuente                                                          |

- Manuel Montero Gómez est remplacé en février 1990 par Mario Fernández Álvarez.

### 1993
| Parti | Parti | Sénateurs                                                                   |
| ----- | ----- | --------------------------------------------------------------------------- |
| PP    |       | José Luis Baltar Pumar, Jorge Bermello Fernández, Antonio Hervella Martínez |
| PSOE  |       | Luis Milia Méndez                                                           |

### 1996
| Parti | Parti | Sénateurs                                                            |
| ----- | ----- | -------------------------------------------------------------------- |
| PP    |       | José Luis Baltar Pumar, Jorge Bermello Fernández, Manuel Prado López |
| PSOE  |       | Antonio Rodríguez Rodríguez                                          |

### 2000
| Parti | Parti | Sénateurs                                                            |
| ----- | ----- | -------------------------------------------------------------------- |
| PP    |       | Jorge Bermello Fernández, Manuel Prado López, Amador Vázquez Vázquez |
| PSOE  |       | María del Pilar Nóvoa Carcacía                                       |

### 2004
| Parti | Parti | Sénateurs                                                                      |
| ----- | ----- | ------------------------------------------------------------------------------ |
| PP    |       | María Mercedes Gallego Esperanza, Amador Vázquez Vázquez, Isaac Vila Rodríguez |
| PSOE  |       | Cándido Rodríguez Losada                                                       |

### 2008
| Parti | Parti | Sénateurs                                                               |
| ----- | ----- | ----------------------------------------------------------------------- |
| PP    |       | Carmen Leyte, Miguel Ángel Pérez de Juan Romero, Amador Vázquez Vázquez |
| PSOE  |       | Miguel Fidalgo Areda                                                    |

- Amador Vázquez (PP) est remplacé en mars 2010 par Isaac Vila Rodríguez.

### 2011
| Parti | Parti | Sénateurs                                                                       |
| ----- | ----- | ------------------------------------------------------------------------------- |
| PP    |       | Carmen Leyte, Miguel Ángel Pérez de Juan Romero, Francisco José Fernández Pérez |
| PSOE  |       | Miguel Fidalgo Areda                                                            |

### 2015
| Parti | Parti | Sénateurs                                                       |
| ----- | ----- | --------------------------------------------------------------- |
| PP    |       | Edelmira Barreira, Carmen Leyte, Francisco José Fernández Pérez |
| PSOE  |       | Luis Manuel García Mañá                                         |

### 2016
| Parti | Parti | Sénateurs                                                       |
| ----- | ----- | --------------------------------------------------------------- |
| PP    |       | Edelmira Barreira, Carmen Leyte, Francisco José Fernández Pérez |
| PSOE  |       | Luis Manuel García Mañá                                         |

- Edelmira Barreira est remplacée en janvier 2017 par Avelino García Ferradal.

### Avril 2019
| Parti | Parti | Sénateurs                                                               |
| ----- | ----- | ----------------------------------------------------------------------- |
| PP    |       | Miguel Ángel Viso Diéguez, Carmen Leyte, Francisco José Fernández Pérez |
| PSOE  |       | Juan Carlos Francisco Rivera                                            |

### Novembre 2019
| Parti | Parti | Sénateurs                                                               |
| ----- | ----- | ----------------------------------------------------------------------- |
| PP    |       | Miguel Ángel Viso Diéguez, Carmen Leyte, Francisco José Fernández Pérez |
| PSOE  |       | Juan Carlos Francisco Rivera                                            |

- Juan Carlos Francisco Rivera (PSOE), est remplacé en juillet 2020 par Miguel Bautista Carballo.

### 2023
| Parti | Parti | Sénateurs                                                  |
| ----- | ----- | ---------------------------------------------------------- |
| PP    |       | Carmen Leyte, Luis Menor Pérez, Rosa María Sánchez Gándara |
| PSOE  |       | Rafael Rodríguez Villarino                                 |

- Luis Menor (PP) est remplacé le 1er septembre 2023 par Francisco José Fernández Pérez.